# 田島英三
田島 英三（たじま えいぞう、1913年4月28日 - 1998年10月10日）は、日本の物理学者。立教大学名誉教授。原子力安全研究協会元理事長。原子力の研究と平和利用に生涯を捧げ、日本における「放射線影響」の概念の普及に貢献するとともに、日本人初の国連職員（原子放射線の影響に関する国連科学委員会（UNSCEAR）初代科学担当官）として海外においても活躍した。

## 人物・経歴
1913年（大正2年）、埼玉県行田市に生まれる。1938年（昭和13年）、東京文理科大学（現・筑波大学）物理学科卒業。
理化学研究所で仁科芳雄に師事し、原子核、原爆の研究に従事する。戦後まもなく、日本学術研究会議による「原子爆弾災害調査特別委員会」の一員として広島原爆と長崎原爆の被災直後の被災地調査を行う。
1949年（昭和24年）シカゴ大学原子核科学研究所（エンリコ・フェルミ研究所）を経て、1952年（昭和27年）立教大学講師、1953年（昭和28年）同理学部教授となり、1967年（昭和42年）同理学部長に就任した。
この間、ビキニ被爆事件後の太平洋の放射能汚染調査に従事する。1974年（昭和49年）10月には放射線漏れで立ち往生していた原子力船むつに乗り込んで汚染状況を点検し、安全性を確認して、帰港させた。
1956年（昭和31年）原子放射線の影響に関する国連科学委員会（UNSCEAR）科学担当官(初代）となり、日本人として初の国連職員となった。
1961年（昭和36年）原子炉安全専門審査会委員、1972年（昭和47年）原子力委員になるが、原子力行政を批判して、1974年（昭和49年）に辞任。
1978年（昭和53年）から1987年（昭和62年）まで原子力安全委員会委員を務めた。また、「訪ソ原子力安全調査団」の団長としてチェルノブイリ原子力発電所事故の最初期の現地調査を行った。
勲二等旭日重光章受賞。